# Tokyo Zokei University
Die Tokyo Zokei University (engl. für japanisch 東京造形大学 Tōkyō zōkei daigaku, deutsch etwa „Hochschule für Gestaltung Tokio“) ist eine private, japanische Kunsthochschule in Hachiōji in der Präfektur Tokio.

## Geschichte

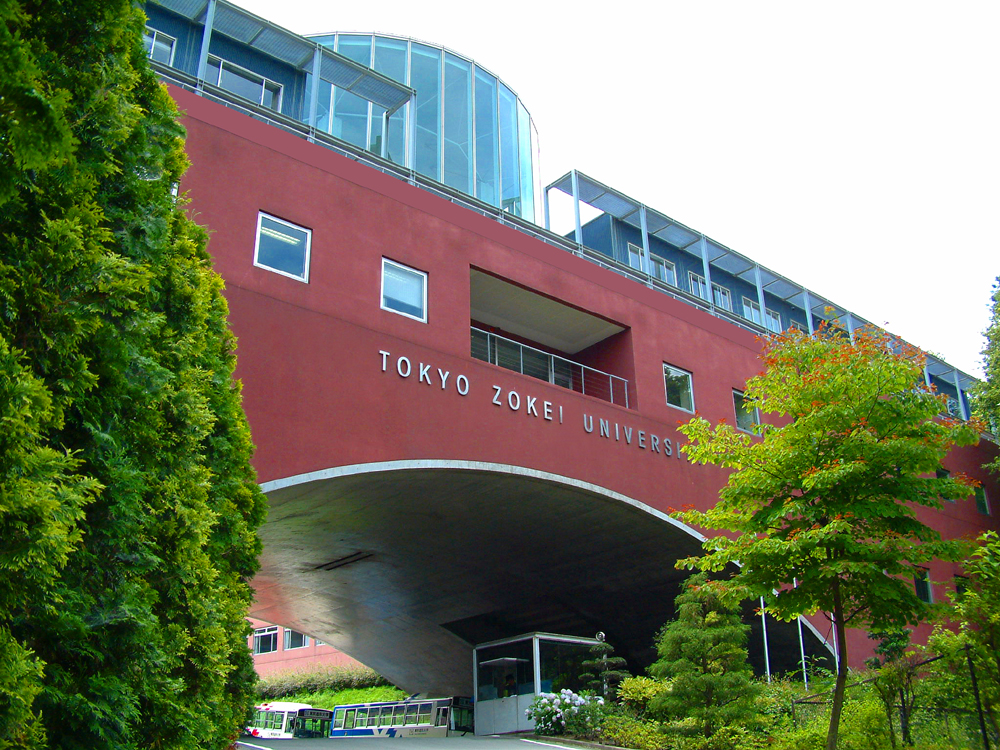
Tokyo Zokei University 2009

Die Kunsthochschule wurde 1966 von Yōko Kuwasawa (1910–1977), einer japanischen Kunstpädagogin, Modedesignerin und Designjournalistin, gegründet, nachdem sie bereits 1954 eine Design Schule ins Leben gerufen hatte. Kuwasawa stand der Zokei Universität viele Jahre lang vor.
Im Jahr 1969 hatte die Universität bereits 200 Studierende, 1992 waren es 460. Im Jahr 2007 wurde die Universität Mitglied von Cumulus (International Association of University of Colleges of Art, Design and Media), einem Netzwerk, das sich als Forum hochrangiger Bildungseinrichtungen für Kunst und Design versteht.
Der Universitätscampus besteht aus 13 verschiedenen Gebäuden, die unter anderem eine große Bibliothek, eine Designerwerkstatt, eine Halle für Ausstellungen und Feiern, ein Kunststudio sowie ein Museum beherbergen. Das der Universität angeschlossene Kunstmuseum mit seinen Galerien (東京造形大学附属美術館, engl.Tokyo Zokei University Art Museum, Zokei Gallery & CS Gallery) 1986 gegründet und hat eine ständige Sammlung von 41 Kunstwerken. Das von Chenichi Shirai entworfene Gebäude wird auch für Sonderausstellungen genutzt, in denen die Arbeiten von Studierenden gezeigt werden.
Die Zokei Universität betrachtet die kreativen Tätigkeiten in Design und Kunst als eng mit dem Zeitgeist und der Gestaltung der Gesellschaft verbunden. Gegründet wurde sie mit dem Wunsch, diese kreativen Tätigkeiten aus einer breiten gesellschaftlichen Perspektive zu erforschen.

## Studiengänge
Die Universität hat seit 1981 zwei Fakultäten: Design und Bildende Kunst. Am Studium Interessierte werden über Eintrittsprüfungen ausgewählt.
Die Fakultät Design bietet in den Fächern Grafikdesign, Fotografie, Film, Animation, Mediendesign, Innenarchitektur, Industriedesign, Textildesign und Nachhaltige Projekte einen Bachelor-Abschluss an. In der Bildenden Kunst kann ein Bachelor in Malerei und Bildhauerei erworben werden. Für Design und Bildende Kunst werden seit 2005 auch Masterstudiengänge angeboten. Ab 2016 wurde auch ein Doktorandenprogramm (Ph.D.) im Studiengang Design Education and Research eingerichtet.

## Internationaler Austausch
Die Tokyo Zokei Universität fördert den Austausch und die Forschung durch internationale Austauschprogramme mit anderen anerkannten akademischen Einrichtungen in anderen Ländern. Unter ihren internationalen Partnern sind die Accademia di Bella Arti di Carrara, die Konstfack (Kunsthochschule in Stockholm), die Fakultät für Fotografie der Universität Göteborg, die Akademie der bildenden Künste Wien, die  Königliche Akademie der Bildenden Künste in Den Hague, die Willem de Kooning Academie Rotterdam, die Bristol School of Art, Media and Design der University of the West of England, die Winchester School of Art der University of Southampton, die französische  École Boulle, die Zürcher Hochschule der Künste, die Universität Chiang Mai sowie die Hochschule für Gestaltung Schwäbisch Gmünd (Stand 2023).

## Bekannte Absolventen
- Kiroyuki Ito (Videospielregisseur)[8]
- Toshihiro Nagoshi (Videospiel-Designer)
- Kunio Okawara (Anime-Designer)
- Yoshiyuki Sadamoto (Manga-Künstler)
- Nobuhiro Suwa (Filmregisseur)
- Keiichirō Toyama (Videospiel-Designer)
- Kōji Yamamura (Animationsregisseur)